# Frías de Albarracín
Frías de Albarracín is een gemeente in de Spaanse provincie Teruel in de regio Aragón met een oppervlakte van 50,79 km². Frías de Albarracín telt 130 inwoners (1 januari 2016).

## Demografische ontwikkeling
Bron: INE, 1857-2011: volkstellingen